# Lukather
Lukather je prvi solo studijski album Steva Lukatherja, ki je izšel leta 1989 pri založbi Columbia Records.

## Zgodovina
Lukather je izšel v času, ko si je skupina Toto po enajstih letih snemanj in koncertov vzela odmor. Ker je Lukather napisal veliko skladb, ki niso izšle na albumih skupine Toto, se je odločil za solo album. Pri snemanju le-tega je sodeloval z mnogimi znanimi glasbeniki kot so Eddie Van Halen, Steve Stevens, Richard Marx, Jan Hammer in člana skupine Toto Jeff Porcaro in David Paich. Lukather je dejal, da je album bil produciran na zelo preprost način in lahko med skladbami slišimo različne zvoke iz studia. Kot vplivne za ta album je Lukather označil skupine Pink Floyd, Cream, Led Zeppelin in kitariste Jimija Hendrixa, Davida Gilmourja, Jeffa Becka in Erica Claptona. Večino skladb z albuma je Lukather v živo prvič predstavil konec leta 1988, ko je Lukather imel nekaj koncertov v okolici Los Angelesa.

## Seznam skladb
| Stran A | Stran A                                                 | Stran A |
| Št.     | Naslov                                                  | Dolžina |
| ------- | ------------------------------------------------------- | ------- |
| 1.      | „Twist The Knife‟ (Steve Lukather, Eddie Van Halen)     | 5:24    |
| 2.      | „Swear Your Love‟ (Lukather, Richard Marx)              | 4:00    |
| 3.      | „Fall Into Velvet‟ (Lukather, Cy Curnin, Steve Stevens) | 9:03    |
| 4.      | „Drive A Crooked Road‟ (Lukather, Danny Kortchmar)      | 5:20    |
| 5.      | „Got My Way‟ (Lukather, Randy Goodrum, Mike Landau)     | 4:57    |

| Stran B | Stran B                                                     | Stran B |
| Št.     | Naslov                                                      | Dolžina |
| ------- | ----------------------------------------------------------- | ------- |
| 1.      | „Darkest Night Of The Year‟ (Lukather, Stevens)             | 5:19    |
| 2.      | „Lonely Beat Of My Heart‟ (Lukather, Diane Warren)          | 4:17    |
| 3.      | „With A Second Chance‟ (Goodrum, Lukather)                  | 4:36    |
| 4.      | „Turns To Stone‟ (Goodrum, Lukather)                        | 5:35    |
| 5.      | „It Looks Like Rain‟ (Tom Kelly, Lukather, Billy Steinberg) | 4:21    |
| 6.      | „Steppin' On Top Of Your World‟ (Kortchmar, Lukather)       | 5:41    |

## Zasedba
- Steve Lukather – kitare, solo vokali, sintetizatorji, klaviature
- Steve Stevens – kitara
- Michael Landau – kitara
- Jan Hammer – sintetizator, Hammond orgle
- Kim Bullard – klaviature
- C.J. Vanston – klaviature
- Eric Rehl – sintetizatorji
- Jai Winding – sintetizatorji
- Aaron Zigman – sintetizatorji
- David Paich – orgle
- Eddie Van Halen – bas
- Neil Stubenhaus – bas
- Randy Jackson – bas
- Will Lee – bas
- John Pierce – bas
- Carlos Vega – bobni
- Prairie Prince – bobni
- Jeff Porcaro – bobni
- Lenny Castro – tolkala
- Thommy Price – bobni
- John Keane – bobni
- Richard Marx – spremljevalni vokali
- Warren Ham – vokali
- Tom Kelly – spremljevalni vokali
- Tommy Funderburk – spremljevalni vokali